# Dicranomyia (Dicranomyia) tricholabis
Dicranomyia (Dicranomyia) tricholabis is een tweevleugelige uit de familie steltmuggen (Limoniidae). De soort komt voor in het Australaziatisch gebied.